# Клан Макдонелл из Гленгарри

Эмблема (крест) клана Макдонелл из Гленгарри.

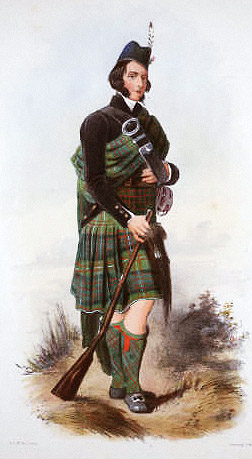
Мужчина из клана Макдонелл из Гленгарри в традиционной одежде. Рисунок Г. Г. Макяна. 1845 год.

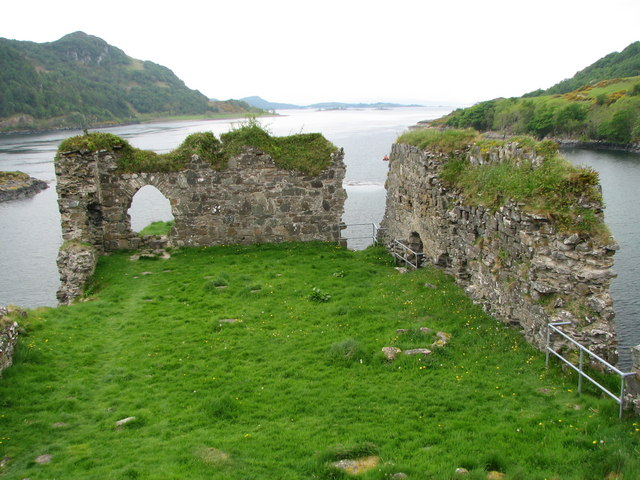
Руины замка Строум.

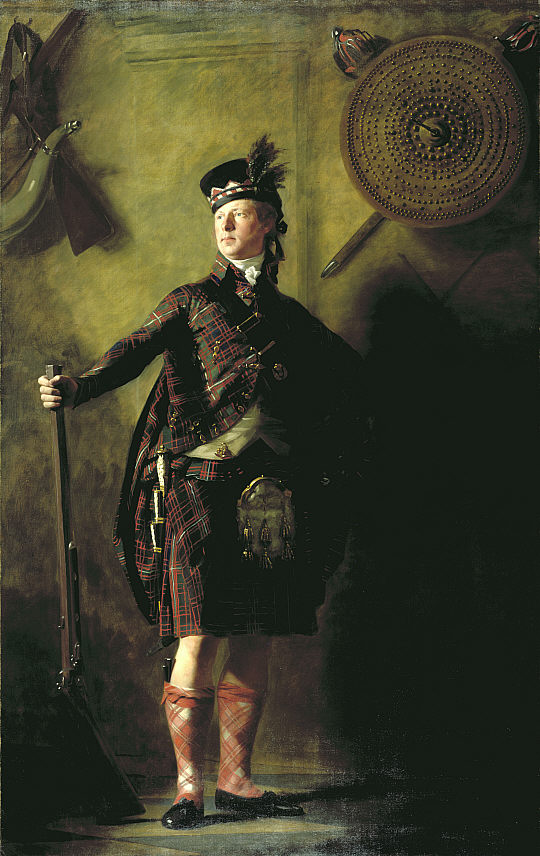
Александер Ранальдсон Макдонелл из Гленгарри. Портрет художника Генри Ребурна. 1812 год.

Клан Макдонелл из Гленгарри (скотс Clan MacDonell of Glengarry) — один из кланов горной Шотландии (Хайленд), ветвь клана Дональд. Название клана происходит от местности Глен Гарри, где река Гарри течёт в долине к востоку от озера Лох-Гарри, впадает в Глен-Мор в 16 милях севернее Форт-Уильям.
Эмблема клана — «Creag an Fhitich» (с гэльского — «Ворон скалы»).

## История клана Макдонелл из Гленгарри

### Происхождение
Гленгарри находится в Лохабери — на территории древнего королевства Мормэр Морея, некогда бывшего землями пиктов. Ранальд был сыном Джона (Иоанна) Макдональда, лорда Островов и отцом пятерых сыновей. Один сын, Алан, стал основателем клана Макдональд из Кланранада; другой сын — Дональд. Дональд был женат дважды: первый раз на Лалеве, дочери вождя клана Макивер; у них был сын Джон. Второй раз он женился на дочери вождя клана Фрейзер Ловати; от этого брака было двое сыновей — Александер и Ангус. Джон умер, не оставив потомков, ему наследовал Александер. Александер считается первым настоящим вождём клана Макдонелл из Гленгарри, хотя рассматривается часто как четвёртый.

### XV—XVI века
Клан Макдонелл из Гленгарри не играл никакой существенной роли ни в истории, ни в политике Шотландии до XV века. XV век был в истории Шотландии эпохой войн кланов. Короли пытались утихомирить и примирить кланы, что им не всегда удавалось. Король Шотландии Яков V принял в 1494 году уставы для большинства вождей кланов, но вождь клана Александер Макдонелл из Гленгарри не получил такого устава. Предполагают, что он продолжал быть мятежником. В 1531 году вождь клана Макдонелл из Гленгарри был помилован. Он получил королевскую грамоту 9 марта 1539 года на земли Гленгарри, Морар, земли вокруг озёр Лох-Алш, Лох-Каррон, Лох-Брум, а также на замок Строум. Это не помешало Александеру снова воевать с другими кланами — в частности, попытаться вместе с Дональдом Гормом Макдональдом из Слита захватить власть над всеми островами. Дональд Горм был убит при попытке штурма замка Эйлен Донан, и на этом восстание прекратилось.
Впоследствии Александер Макдонелл из Гленгарри был среди вождей кланов островов, которые были схвачены во время встречи с королём Яковом I в Портри и брошены за решётку в Эдинбурге. В тюрьме он оставался до 1542 года, когда король умер. Сам Александер, вождь клана Макдонелл из Гленгарри, умер в 1590 году. Его сын Ангус был более политически гибким и использовал влияние тестя, вождя клана Грант, для получения грамоты от короля Якова I на владение землями в 1574 году.

### XVII век — гражданская война на Британских островах
В 1602 году состоялась битва при Мораре между кланами Макдонелл из Гленгарри и кланом Маккензи.
Сыном Ангуса был Дональд — VIII вождь клана Макдонелл из Гленгарри. Он был долгожителем — прожил более 100 лет, что для тех времён было редкостью. В марте 1627 года он получил королевскую грамоту с большой печатью на владение землями. Дональд часто вызывал раздражение короля. Так, в 1626 году Дональд был приглашён к лорду Охилтри — представителю короля. Встреча состоялась на борту корабля. На встрече обсуждали политику короля по островам. Дональд вместе с другими вождями кланов выступил против политики короля, был арестован и брошен в тюрьму.
Во время гражданской войны на Британских островах Дональд Макдонелл из Гленгарри был слишком старым для войны. Роль вождя взял на себя его сын — Эней, IX вождь клана Макдонелл из Гленгарри. Он стал полноправным вождём в тот день, когда Джеймс Грэм, 1-й маркиз Монтроз, победил в битве при Инверлохи. Эней был вместе с маркизом Монтрозом во время этой победы. Он также был с маркизом при победе в битве под Аулдерном. 500 воинов из клана Макдонелл из Гленгарри были в армии маркиза Монтроза во время тяжелых боёв в битве под Килситом, где они разгромили генерала Балли. После битвы под Филифау Монтроз отправил Энея в замок Инвергарри. Эней был предан делу Стюартов до конца — он повёл свой клан на битву под Вустером в 1651 году и был разбит. Он вынужден был бежать из Шотландии, его владения конфисковал Оливер Кромвель. После реставрации монархии он вернулся и был награждён титулом лорд Макдонелл и Арос.

### XVIII век — восстание якобитов
В 1715 году вспыхнуло восстание якобитов. Клан Макдонелл из Гленгарри поддержал восстание и принял участие в битве под Шериффмуйром. Когда один из предводителей восстания — капитан Макдональд из Кланраналда — был убит, Алистер Макдонелл из Гленгарри сплотил отряды горцев и продолжил сражение. Он бросил горцам лозунг: «Месть — сегодня, траур — завтра». В 1716 году претендент на трон (от повстанцев) Джеймс Фрэнсис Эдвард Стюарт (так называемый «Старый претендент») наградил его титулами пэра и лорда Макдонелла. Эти титулы были признаны только якобитами.
В 1745 году вспыхнуло новое (второе) восстание якобитов. Клан Макдонелл из Гленгарри выставил для повстанцев 500 воинов. Во время этого восстания XIII вождь клана Макдонелл из Гленгарри, Алистер Руад (Рыжий), уехал во Францию просить помощи для повстанцев, но был схвачен англичанами и брошен в Тауэр. Был освобождён в 1747 году.
В конце XVIII века большинство людей из клана Макдонелл из Гленгарри эмигрировали в Америку — в провинцию Онтарио, основали там поселение, которое было названо в честь клана Гленгарри, тщетно пытаясь сохранить шотландские обычаи горцев.

### Полковник Александер Ранальдсон Макдонелл из Гленгарри
Александер Ранальдсон Макдонелл из Гленгарри имел типичный характер шотландского горца и вождя шотландского клана, каким его ярко описал в романах Вальтер Скотт. В 1815 году он создал Общество истинных горцев и общество кельтов в Эдинбурге. Во время визита короля Георга IV в Шотландию он организовал несколько выступлений шотландцев, вызвавших общественный резонанс.

### Епископ Александер Макдонелл из Гленгарри
В отличие от Александера Ранальдсона Макдонелл из Гленгарри, его современник Александер Макдонелл из Гленгарри стал римско-католическим священником, чьи миссионерские обязанности в Брей Локабер заключались в помощи членам клана. Сначала он пытался обеспечить их работой, затем организовывал Шотландский полк, в котором стал капелланом. Когда полк был расформирован, епископ Александер Макдонелл из Гленгарри обратился к правительству с просьбой предоставить клану землю в Верхней Канаде, но этот проект не был до конца реализован.

## Вождь клана
Нынешний — XXII — вождь клана — Эней Ранальд Эван Макдоннел (шотл. Aeneas Ranald Euan MacDonell).